# Vela nos Jogos Olímpicos de Verão de 2000 - 470 feminino
As provas femininas da classe 470 da vela nos Jogos Olímpicos de Verão de 2000 ocorreram entre 20 e 28 de setembro daquele ano na costa de Sydney, na Austrália. O programa compunha onze regatas. Para esta classe, houve 38 velejadoras de 19 nações inscritas.

## Medalhistas
A dupla australiana Jenny Armstrong e Belinda Stowell finalizou a competição em primeiro lugar, conquistando a medalha de ouro. A prata firmou-se com as estadunidenses J. J. Isler e Sarah Glaser. Por fim, a medalha de bronze ficou com Ruslana Taran e Olena Pakholchik, da Ucrânia.
|  | AUS Austrália                   |  | USA Estados Unidos       |  | UKR Ucrânia                    |
|  | Jenny Armstrong Belinda Stowell |  | J. J. Isler Sarah Glaser |  | Ruslana Taran Olena Pakholchik |

## Resultados
Estes foram os resultados da competição:
| Pos.              | Velejadores                               | Regatas | Regatas | Regatas | Regatas | Regatas | Regatas   | Regatas   | Regatas   | Regatas   | Regatas | Regatas | Pontos | Net  |
| Pos.              | Velejadores                               | 1       | 2       | 3       | 4       | 5       | 6         | 7         | 8         | 9         | 10      | 11      | Pontos | Net  |
| ----------------- | ----------------------------------------- | ------- | ------- | ------- | ------- | ------- | --------- | --------- | --------- | --------- | ------- | ------- | ------ | ---- |
| Medalha de ouro   | AUS Jenny Armstrong Belinda Stowell       | 1       | -11     | -18     | 5       | 8       | 7         | 1         | 6         | 3         | 1       | 1       | 62     | 33   |
| Medalha de prata  | USA J. J. Isler Sarah Glaser              | 6       | 1       | -15     | 3       | 4       | -15       | 9         | 10        | 5         | 3       | 6       | 77     | 47   |
| Medalha de bronze | UKR Ruslana Taran Olena Pakholchik        | 5       | 7       | 3       | -13     | 5       | 1         | 10        | 9         | -11       | 5       | 3       | 72     | 48   |
| 4                 | ISR Shani Kedmi Anat Fabrikant            | 7       | 12      | 1       | -15     | 3       | 5         | 3         | -14       | 9         | 2       | 8       | 79     | 50   |
| 5                 | GER Nicola Birkner Wibke Bülle            | 8       | 2       | 4       | 6       | 12      | 4         | OCS (-20) | 13        | 1         | 4       | -15     | 89     | 54   |
| 6                 | ESP Natalia Vía Dufresne Sandra Azón      | 14      | -18     | 5       | 2       | -19     | 3         | 11        | 2         | 4         | 9       | 5       | 92     | 55   |
| 7                 | ITA Federica Salvà Emanuela Sossi         | 4       | 4       | 9       | -16     | 2       | -18       | 12        | 8         | 10        | 7       | 4       | 94     | 60   |
| 8                 | JPN Yumiko Shige Yurie Alicia Kinoshita   | 9       | 5       | 10      | 7       | 1       | -14       | 8         | 3         | -12       | 12      | 11      | 92     | 66   |
| 9                 | SWE Lena Carlsson Agneta Engström         | -18     | 13      | 2       | 10      | 6       | 9         | 14        | 4         | 2         | 11      | -19     | 108    | 71   |
| 10                | DEN Susanne Ward Michaela Ward            | 3       | 10      | 11      | 11      | -18     | -17       | 4         | 7         | 15        | 8       | 2       | 106    | 71   |
| 11                | NZL Melinda Henshaw Jenny Egnot           | 13      | 3       | 6       | 1       | 7       | 10        | 6         | -19       | OCS (-20) | 16      | 10      | 111    | 72   |
| 12                | ARG María Fernanda Sesto Paula Reinoso    | 10      | 6       | -16     | 8       | -15     | 8         | 13        | 1         | 7         | 6       | 13      | 103    | 72   |
| 13                | NED Carolijn Brouwer Alexandra Berbeek    | 11      | -16     | 8       | 9       | 10      | 6         | 5         | RDG (9.3) | -13       | 10      | 7       | 104.3  | 75.3 |
| 14                | GRE Sofia Bekatorou Emilia Tsoulfa        | 2       | 8       | 17      | 12      | 9       | 12        | 2         | 5         | DSQ (-20) | -18     | 9       | 114    | 76   |
| 15                | RUS Anna Basalkina Vladislava Ukraintseva | 12      | -15     | 13      | 4       | 14      | 13        | -16       | 12        | 6         | 14      | 14      | 133    | 102  |
| 16                | NOR Carolina Toll Jeanette Lunde          | -17     | 9       | 7       | -17     | 17      | 11        | 7         | 17        | 8         | 13      | 16      | 139    | 105  |
| 17                | SLO Janja Orel Klara Maučec               | 15      | -19     | 12      | -19     | 16      | 2         | 15        | 11        | 14        | 15      | 17      | 155    | 117  |
| 18                | CHN Yang Xiaoyan Li Dongying              | -19     | 14      | -19     | 18      | 11      | 16        | 18        | 18        | 16        | 17      | 12      | 178    | 140  |
| 19                | BRA Fernanda Oliveira Maria Krahe         | 16      | 17      | 14      | 14      | 13      | DSQ (-20) | 17        | 15        | OCS (-20) | 19      | 18      | 183    | 143  |